# Eumyrmococcus sulawesicus
Eumyrmococcus sulawesicus är en insektsart som beskrevs av Williams 1998. Eumyrmococcus sulawesicus ingår i släktet Eumyrmococcus och familjen ullsköldlöss. Inga underarter finns listade i Catalogue of Life.